# サンタ・マリーア・デッラ・ヴェルサ
サンタ・マリーア・デッラ・ヴェルサ（伊: Santa Maria della Versa）は、イタリア共和国ロンバルディア州パヴィーア県にある、人口約2,300人の基礎自治体（コムーネ）。
ヴェルサ川の谷の中ほどオルトレポー・パヴェーゼの丘にある。

## 地理

### 位置・広がり

#### 隣接コムーネ
隣接するコムーネは以下の通り。括弧内のPCはピアチェンツァ県所属を示す。
- アルタ・ヴァル・ティドーネ (PC)
- カスターナ
- ゴルフェレンツォ
- リーリオ
- モンテカルヴォ・ヴェルシッジャ
- モントゥ・ベッカリーア
- ピエトラ・デ・ジョルジ
- ロヴェスカーラ
- ツィアーノ・ピアチェンティーノ (PC)

### 気候分類・地震分類
気候分類では、zona E, 2852 GGに分類される。
また、イタリアの地震リスク階級 (it) では、zona 3 (sismicità bassa) に分類される
。

## 行政

### 分離集落
サンタ・マリーア・デッラ・ヴェルサには、以下の分離集落（フラツィオーネ）がある。
- Donelasco, Gariasco, Pizzofreddo, Sannazzaro, Montarco, Soriasco, Torrazza, Torrone, Valdamonte, Villanova, Moglialunga